# Перспектива
Перспекти́ва (фр. perspective, итал. prospettiva, от лат.  perspicere — ясно видеть, смотреть сквозь, проникать взором, пристально рассматривать) — ясное ви́дение, панорама, взгляд вдаль, картина широкого пространства. В специальном значении — различные способы и совокупность приёмов изображения объёмных форм и пространственных отношений на плоскости, «в результате применения которых возникает конструкция, обеспечивающая однородность восприятия всех элементов изображения».
Среди таких способов известны ортогональные проекции, аксонометрические, изометрические построения, однако они не являются способами художественного преображения пространства. Эти способы не создают целостного образа изображаемого предмета, а показывают только одну из его сторон: вид спереди (фас, фасад), сбоку (профиль), сверху (план), снизу (плафон), с угла (угловая перспектива). Этот важный тезис кратко сформулировал художник и теоретик искусства Н. Э. Радлов: «Вопросы собственно рисунка как элемента творческого процесса возникают с того момента, когда перед художником поставлена задача — дать на листе бумаги образное изображение находящегося перед ним предмета».

## История понятия в изобразительном искусстве
В истории изобразительного искусства использовались различные пространственные системы изображения: прямая линейная, обратная, параллельная, воздушная, сферическая перспективы, совмещения различных систем (суммирование множественных точек зрения) и многие другие.
В разных исторических типах искусства последовательно складывались различные системы перспективных изображений. Они соответствовали степени развития пространственных представлений людей того времени и конкретным задачам изображения. Такие системы известны по памятникам искусства древней Месопотамии и Египта, наивного и примитивного искусства народов Африки, Океании. В архаическом искусстве этих культур при изображении объёмных форм в скульптуре или настенных росписях мастера часто прибегали к условному совмещению отдельных фронтальных и профильных проекций (так называемый симультанный способ).
В античной живописи объёмные формы изображали, как правило, вне связи с окружающим пространством — аспективно. Таковы знаменитые произведения античности: «Альдобрандинская свадьба», «Александровская мозаика», настенные росписи древних Помпей. Под воздействием искусства театра античные мастера применяли ракурсные построения кулис, которые, однако, не создавали целостного зрительного пространства.
В западноевропейском средневековом искусстве преобладало не оптическое, а «двигательное» отношение к изобразительному пространству: художник и зритель мыслили себя внутри воображаемого мира, перемещающимися и рассматривающими изображённые предметы с разных сторон посредством «двигательно-осязательных ощущений». Зрение, таким образом, «превращается в осязание и в акт движения… будь то осязание рукою или глазом».
Для многих произведений искусства Древнего мира и Средневековья характерны не вполне «чистые», смешанные приемы «оптического» и «осязательного» способов. В традиционном искусстве Китая и Японии художники рисуют картину, лежащую на полу, смотрят на неё сверху, так же, сверху, мыслятся изображаемые предметы, отсюда так называемая параллельная (латеральная), или китайская, перспектива, в системе которой отсутствуют ракурсы и иллюзорные сокращения предметов в глубину.
Для византийских мозаик, древнерусской иконописи и фрески характерны сочетания параллельной и обратной перспективы, которые возникают от центрального положения зрителя, мыслящего себя внутри среднего пространственного плана (соответствующего «до́льнему», нижнему миру, в отличие от «го́рнего» — небесного). От этого возникают своеобразные приёмы изображения архитектуры («палатное письмо») и земли в виде «иконных горок», как бы треснувших и расступившихся гор с рассечёнными верхними площадками (лещадками). Согласно геометрическим доказательствам художника Л. Ф. Жегина, «иконные горки» являются прежде всего результатом применения мастером «обратной перспективы».
Особые условия возникают при необходимости связи воображаемого изобразительного пространства с действительным пространством архитектуры, в частности, при декорировании криволинейных поверхностей куполов и сводов. В период итальянского проторенессанса Джотто ди Бондоне, работая над фресками Капеллы дель Арена (1305), впервые вынес точку зрения наблюдателя за пределы изобразительного пространства, чем подготовил открытие «ренессансной», или центральной, перспективы.
Принято считать, что геометрическую систему центральной проекции изображения на картинную плоскость впервые разработал архитектор эпохи итальянского Возрождения, флорентиец Филиппо Брунеллески (1377—1446). Однако известно, что ещё ранее были созданы трактаты по «оптике» Бьяджо да Парма (ок. 1390) и анонимный трактат «О перспективе» (ок. 1425), считавшийся сочинением Л. Б. Альберти, теперь его приписывают известному географу и математику Паоло Тосканелли.
Историограф эпохи Возрождения Антонио ди Туччьо Манетти (1423—1497) в «Жизнеописании Брунеллески» (ок. 1480) писал: «В первый раз он [Брунеллески] применил перспективу в небольшой картине на квадратной доске размером в половину локтя, где он изобразил наружный вид храма Сан Джованни во Флоренции… Кроме того, он изобразил часть площади, которую видит глаз… Чтобы представить небо, он поместил в том месте, где здания вырисовываются в воздухе, отполированную серебряную пластинку, так что в ней отражались настоящий воздух и настоящее небо и проплывали гонимые ветром облака. Поскольку в подобном изображении требуется, чтобы художник точно указал место, откуда следует смотреть, верхний и нижний уровень, боковые стороны, а также расстояние, чтобы избежать ошибки, ибо всякое другое место, не совпадающее с этим, нарушает иллюзию, то он сделал отверстие в доске, там, где был изображен храм Сан Джованни… Отверстие было небольшим, размером с чечевичное зерно, со стороны живописной поверхности, но к оборотной стороне оно расширялось в виде пирамиды, как делают в женских соломенных шляпах… Смотреть нужно было с оборотной стороны, где отверстие было широким, и тот, кто хотел видеть, должен был одной рукой поднести доску к глазу, а другой держать плоское зеркало напротив картины таким образом, чтобы она вся целиком отражалась в зеркале… Если смотреть, соблюдая все условия и при наличии отполированного серебра… казалось, что видишь не картину, а реальность. И я держал картину в руках много раз и смотрел и могу это засвидетельствовать…».
Из приведенного отрывка ясно стремление художника создать обман зрения, по возможности полностью отождествив действительность и её изображение на плоскости. Итальянские исследователи реконструировали опыт Брунеллески и с помощью современной техники получили точное изображение. Высказывали предположение, что Брунеллески написал архитектурный пейзаж прямо на зеркале, обведя и раскрасив отражение. Л. Б. Альберти называл описанный способ «правильным построением» (итал. costruzione legittima). В первой книге своего трактата «Три книги о живописи» (1444—1450) Альберти подробно описывает способ построения перспективы, суть которого заключается в том, что неподвижную (фиксированную) точку зрения зрителя проецируют на воображаемую картинную плоскость, которая наподобие прозрачного стекла находится между зрителем и объектом.
Эта плоскость перпендикулярна «главному лучу» зрения. Проекция точки зрения на картинную плоскость называется точкой схода. Она расположена на уровне глаз зрителя (уровень горизонта), который отмечается горизонтальной линией. К точке схода сводят все линии, означающие границы и членения формы, например карнизы боковых фасадов зданий. Передний план в классической итальянской перспективе изображали без сокращений горизонтальных линий (так называемая фронтальная перспектива). Альберти советует живописцам расчерчивать горизонтальную плоскость пола, земли или изображения фундамента здания, квадратами, также в системе сходящихся к горизонту линий и образующих подобие «шахматной клетки», что облегчает построение ракурсных фигур. Живописец Франческо ди Джорджо Мартини, работавший при дворе в Урбино, также создал свой архитектурный трактат (приблизительно в 1482-1486 годах), основанный на ранее опубликованном трактате Леона Баттисты Альберти и написал к нему несколько картин в качестве иллюстраций.
В 1461 году сведения о геометрической перспективе включил в свой «Трактат об архитектуре» (итал. Trattato di architectura) архитектор Антонио Аверлино Филарете. Опытами построения геометрической перспективы занимался Лоренцо Гиберти, в 1430-х годах — живописец Паоло Уччелло, по его собственному признанию, за геометрическими штудиями «он проводил дни и ночи». Около 1480 года сочинение «Живописная перспектива» (лат. De prospettiva pingendi) написал Пьеро делла Франческа. В своих живописных произведениях Пьеро применял классическую «итальянскую» фронтальную перспективу, сокращая в точку схода только линии и плоскости боковых проекций, оставляя передний план фронтальным.
- Джотто ди Бондоне. Благовестие Анне. Фреска Капеллы Скровеньи (дель Арена) в Падуе. 1305
- П. Уччелло. Перспективный рисунок чаши. Бумага, перо, тушь. Кабинет рисунков, Уффици, Флоренция
- Пьеро делла Франческа. Лист из трактата «О живописной перспективе». Манускрипт из Бордо. 1487
- Пьеро делла Франческа. Бичевание Христа. Ок. 1445. Дерево, темпера, масло. Национальная галерея Марке, Урбино
- Пьеро делла Франческа (?). Идеальный город. Ок.1480 г. Дерево, темпера, масло. Национальная галерея Марке, Урбино
- Фра Карневале или Франческо ди Джорджо Мартини. Идеальный город. Ок. 1480. Дерево, темпера, масло. Художественный музей Уолтерса. Балтимор, США
- Франческо ди Джорджо (?). Архитектурная ведута. Ок. 1495. Дерево, масло. Берлинская картинная галерея
- А. Дюрер. Перспективное рисование. Гравюра на дереве. Иллюстрация ко второму изданию трактата «Руководство по измерению». 1525

Похожий способ описывает выдающийся художник Северного Возрождения Альбрехт Дюрер в четвёртой книге трактата «Руководство к измерению циркулем и линейкой, в плоскостях и целых телах, составленное Альбрехтом Дюрером и напечатанное с чертежами в 1525 году на пользу всем любящим искусство» (Underweysung der messung mit dem zirckel und richtscheyt in Linien ebnen vnnd gantzen corporen durch Albrecht Dürer zusamen getzogen und zu nutz allen kunstlieb habenden mit zugehörigen figuren in truck gebracht im jar. MDXXV). В «Книге о живописи» Дюрер писал: 

 «Теперь представь себе, что в пространстве между глазом и тем, что он видит, установлена прозрачная плоскость, которая пересекает все лучи, падающие из глаза на рассматриваемые предметы». Другой способ, по словам Дюрера, ещё проще, чем со стеклом. Он показан на гравюре художника, созданной в качестве иллюстрации к «Руководству по измерению». Между моделью и рисовальщиком устанавливается деревянная рама с натянутой сеткой, делящей видимое изображение на квадраты. Точка зрения наблюдателя фиксируется с помощью вертикального стержня — визира. Центральный луч зрения оказывается перпендикулярным картинной плоскости, и наблюдаемые очертания модели по квадратам переносятся на рисунок, расположенный горизонтально на столе и так же расчерченный квадратной сеткой)
Особенное отношение к использованию перспективных приёмов изображения складывалось в эпоху барокко и маньеризма XVI—XVII веков. Художники использовали эти приёмы для создания «причудливого и необычайного» в жанрах каприччо и различного рода «обманок». В этих жанрах хорошо известны произведения нидерландских художников Ганса Вредемана де Вриса, Хендрика ван Стейнвейка, немецких художников Венцеля Ямницера, Лоренца Штора и многих других.

## Виды перспектив и различные системы изображения. Перцептивная перспектива

### Наблюдательная перспектива
Художники эпохи Возрождения восторженно относились к иллюзорным эффектам, получаемым с помощью способа центральной проекции. Предполагается также, что Л. Б. Альберти изобрёл камеру-обскуру (лат. camera obscūra — тёмная комната) — прибор в виде ящика, в передней стенке которого имеется небольшое отверстие; проходящие через отверстие лучи света создают на противоположной стенке камеры (экране) точную проекцию предмета (в перевёрнутом изображении). По иным данным, камеру-обскуру изобрёл ученик Микеланджело Буонарроти архитектор Джакомо делла Порта. Об этом приборе имеется упоминание в «Трактате о живописи» Леонардо да Винчи. Камеру-обскуру в дальнейшем использовали многие художники для построения точных архитектурных ведут «Идеального города». Ян Вермеер Дельфтский использовал камеру-обскуру для создания городских пейзажей.
Согласно традиционной точке зрения, наука перспективы, выработанная живописцами, в частности мастерами ведуты, оказала влияние на архитектуру и искусство театральной декорации. Однако многие факты свидетельствуют об отставании развития живописи в эпоху проторенессанса и раннего итальянского Возрождения от развития архитектуры. Логично предположить, что на развитие живописной перспективы оказало воздействие органично связанное с архитектурой театрально-декорационное искусство. Поэтому знаменитые ведуты живописцев итальянского кватроченто могут представлять собой не изображение «идеального города», а воспроизводить, даже в качестве отвлечённого упражнения, театральные декорации: «трагической сцены», «комической сцены» (упоминание об этом есть в трактате Витрувия). Известно также, что средневековые мистерии разыгрывались непосредственно на улицах города и на подмостках перед фасадом собора с тремя арочными порталами. Многие живописные перспективные картины, возможно, воспроизводят такие естественные декорации.
В отличие от геометрических отвлечённых построений, перспективу, рождённую разнообразными обстоятельствами художественной практики и не совпадающую с правилами центральной проекции принято в истории искусства называть «наблюдательной».

### Прямая линейная перспектива
Способ построения изображения, рассчитанный на неподвижную точку зрения и предполагающий единую точку схода на линии горизонта (уровне глаз зрителя), предметы при этом кажутся уменьшающимися в глубину. Прямая перспектива долго признавалась как единственное верное отражение мира на картинной плоскости. С учётом того, что линейная перспектива — это изображение, построенное на плоскости, плоскость может располагаться вертикально, наклонно и горизонтально в зависимости от назначения перспективных изображений. Вертикальная плоскость, на которой строят изображения с помощью линейной перспективы, используется при создании картины (станковая живопись) и настенных панно. Построение перспективных изображений на наклонных плоскостях применяют в монументальной живописи — росписи на наклонных фризах внутри помещения дворцовых сооружений и соборов. На наклонной картине в станковой живописи строят перспективные изображения высоких зданий с близкого расстояния или архитектурных объектов городского пейзажа с высоты птичьего полёта. Построение перспективных изображений на горизонтальной плоскости применяют при росписи потолков (плафонов). Известны, например, мозаичные изображения на овальных плафонах станции метро «Маяковская» художника А. А. Дейнеки. Изображения, построенные в перспективе на горизонтальной плоскости потолка, называют плафонной перспективой.
Линейная перспектива на горизонтальной и наклонной плоскостях имеет некоторые особенности, в отличие от изображений на вертикальной картине. В наше время доминирует использование прямой линейной перспективы, в большей степени из-за большей «реалистичности» такого изображения и в частности из-за использования данного вида проекции в 3D-играх.
В фотографии для получения линейной перспективы на снимке, близкой к реальной, используют объективы с фокусным расстоянием, приблизительно равным диагонали кадра. Для усиления эффекта линейной перспективы используют широкоугольные объективы, которые делают передний план более выпуклым, а для смягчения — длиннофокусные, которые уравнивают разницу размеров дальних и близких предметов.

### Параллельная, латеральная или «китайская» перспектива
В средневековом Китае и Японии не существовало европейского понятия «станковой картины». Художник во время работы расстилал бумагу, пергамент или шёлк на полу и смотрел на изображение сверху вниз, тем самым почти в прямом смысле слова «входил» внутрь изобразительного пространства, что и фиксируется маленькими фигурками людей внутри пейзажа, совмещением множественных горизонтов и пространственных планов. Несколько иначе, но в границах той же эстетики рисовали и рассматривали изображения на свитках, последовательно их разворачивая, или на ширмах, веерах. В случае необходимости изображения геометрических форм, например интерьера дома, применяли фронтальную перспективу, а линии боковых поверхностей не сводили к горизонту (поскольку ни линия горизонта, ни точка схода не обозначались), а располагали параллельно, как в изометрических проекциях. Отсюда название: «латеральная перспектива» (лат. lateralis — боковой).
- Утагава Куниёси. Из серии «Картинки Эдо». 1850-е гг. Цветная гравюра на  дереве
- Тории Киёнага. Из серии «Восемь видов Эдо». 1780-е гг. Цветная гравюра на  дереве

### Обратная перспектива
В средневековом искусстве местоположение зрителя мыслится не вне, а внутри изобразительного пространства архитектуры, иконы, мозаики, фрески. Отсюда невозможность проекции точки зрения на воображаемую картинную плоскость, подобную прозрачному стеклу, которое разделяет действительный физический и воображаемый миры. То, что изображается выше, на картинной плоскости означает горний, небесный мир, то, что ниже, — земную твердь («позём»). Все предметы разворачиваются по отношению к зрителю в зависимости от его мысленного движения внутри воображаемого пространства.
В византийской и древнерусской иконописи и фреске очевидно характерное суммирование многих точек зрения, а динамичная зрительская позиция рождает подчас сложнейшие, изысканные построения. Таковы изображения трона, который показывают одновременно снаружи и изнутри, а также «иконные горки» — образ динамичной земли, «вздыбившейся» на дальнем плане в результате динамики зрительной позиции. По концепции художника Л. Ф. Жегина такие формы возникают в результате суммирования отдельных проекций на плоскости. Аналогичным образом возникают «разломы» земли на переднем плане.
Обрез (торец) евангелия на древнерусских иконах, как правило, изображают ярко-красным, киноварью, хотя в действительности евангелия никогда не имели подобной окраски. Также и боковые стены зданий не окрашивали в другие цвета, чем их главные фасады. Но именно такую окраску мы видим в изображениях архитектуры на иконах и фресках. Цвет, таким образом, участвует в создании внутреннего динамичного пространства, обращенного «лицом» к зрителю.
Выдающийся русский учёный, философ и священник П. А. Флоренский назвал перспективу древнерусской иконописи «обращённым пространством». Следствием подобной пространственной концепции является кажущаяся неподвижность фигур, некая застылость, которую современный зритель воспринимает признаком условности или даже ограниченности, недостатка средневекового искусства. Эта застылость объясняется тем, что в таких изображениях предполагается динамичная позиция зрителя, осматривание, мысленное осязание изображенного предмета со всех сторон. С точки зрения композиции, воображаемое движение объекта относительно зрителя либо зрителя относительно объекта — одно и то же.
О множественности точек зрения в произведениях средневекового искусства свидетельствует и отсутствие единого источника освещения — свет льётся со всех сторон. В византийском искусстве — это духовный свет (альбедо). В древнерусских иконах и фресках характерным элементом являются пробела́, дви́жки, ассист, а также приём вращения, «кругления форм». Эти приёмы тоже рассматривают в качестве доказательства динамики зрительской позиции.
В вертикальных форматах, особенно свойственных восточному искусству, явственно проступает последовательное уменьшение изображённых предметов к переднему плану и к краям изображения. В нижней части таких изображений мы замечаем обратную перспективу с высоким горизонтом, в средней — параллельную с некоторым увеличением масштаба, из-за чего изображённые в этой части фигуры людей получаются большеголовыми, видимыми как бы сверху вниз, и коротконогими. Верхняя часть композиции строится в системе усиленно-сходящейся перспективы. В целом сочетание различных приемов создает ощущение пространства наполненного, насыщенного движением, с мощным развёртыванием содержания снизу вверх и от середины к краям
- Схема построения линейной перспективы
- Схема построения обратной перспективы

### Усиленно сходящаяся перспектива
В некоторых случаях художники используют так называемую «усиленно сходящуюся перспективу», особенно, когда требуется подчеркнуть пространственную глубину изображения, чаще монументально-декоративной росписи или архитектурного сооружения. Эффекты перспективных ракурсов традиционно используют художники театра. В относительно небольшом сценическом пространстве кулис и «задника» за счёт эффектов подчёркивания перспективных сокращений удаётся создавать впечатление глубокого пространства. Именно такой эффект использовал выдающийся итальянский архитектор Андреа Палладио, разрабатывая проект театра Олимпико в Виченце (1580). Мастером таких эффектов был итальянский художник, работавший в России, Пьетро Гонзаго (Гонзага).
В эпоху барокко художники часто обыгрывали эффекты «обманчивого глаза» или «тромплёй» (фр. trompe-l'œil — обманчивый глаз, обманчивая видимость). Искусство барокко открыло жанр перспективных плафонных росписей, известных под оригинальным названием (итал. pittura di sotto in sù  — «живопись под потолок», или «снизу вверх»). «Перспективные» росписи с иллюзией невероятного пространства позволяли устранять материальные ограничения: зрительно «прорывать» плоскость стены или потолка, игнорировать обрамления, конструктивные членения архитектуры либо создавать из них новые, иллюзорные. Типичными стали живописные композиции, на которых изображены «обманные» архитектурные детали в усиленно сходящейся перспективе, создающие незаметный глазу переход от реальной архитектуры к вымышленной, придуманной живописцем. Потолок или поверхность купола позволяли создавать средствами живописи иллюзионистические декорации колоннад и арок, уходящих ввысь, и «открывать небо», как в гипетральных храмах (др.-греч.  ὕπαιθρον  — под открытым небом) античности, с парящими в небе фигурами ангелов и святых, повинующихся не законам земного тяготения, а фантазии и силе религиозного чувства. Классическим и самым известным образцом «перспективного плафона» является роспись Андреа Поццо в церкви иезуитов Сант-Иньяцио в Риме с композицией «Апофеоз Святого Игнатия» (1691—1694).
Помимо живописных, в искусстве барокко известны архитектурные обманки. Так, Франческо Борромини по желанию кардинала Бернардино Спада в его Палаццо в Риме при участии математика, монаха-августинца Джованни Мариа ди Битонто в 1652—1653 годах создал галерею, которая воспринимается 30-метровой, хотя на самом деле её длина всего 8,82 м. Оптическая иллюзия достигается схождением планов: пол приподнимается, свод опускается, боковые колоннады постепенно сужаются таким образом, что перспектива усиливается, и точка схода перспективных линий в центре светящегося проёма в конце галереи кажется далекой.
Выдающимся архитектурным произведением, построенным по принципу усиленно сходящейся перспективы является «Царская лестница» Ватикана, или Скала Реджа (итал. Scala Regia), созданная в 1663—1666 годах по заказу папы Александра VII по проекту выдающегося архитектора римского барокко Джованни Лоренцо Бернини. Она ведёт в парадный Царский зал (Sala Regia) и Капеллу Паолина, соединяя вход с площади Святого Петра с Ватиканским дворцом, и имеет важное церемониальное значение. Однако из-за недостатка места архитектору пришлось прибегнуть к хитрости дабы придать короткой и узкой лестнице величественный образ. Нижние марши по мере восхождения сужаются, при этом высота лестничного пространства постепенно становится ниже. Благодаря оптическому обману и скрытым источникам освещения, при взгляде с нижнего лестничного пролёта вверх, туда, где появляется папа, возникает ощущение видения властителя спускающегося с неба на грешную землю.

### Соединения прямой, аксонометрической и обратной перспективы
В изобразительном искусстве существует обусловленность структуры изобразительного пространства особыми отношениями картинной плоскости (в более широком значении: изобразительной поверхности) и «мыслимой (воображаемой) глубины, направленности, масштабности изображения».
Со временем, по мере развития и усложнения пространственных представлений, художники почувствовали неудовлетворённость отвлечёнными геометрическими построениями, поскольку они создавали картины, отличные от того, что видел глаз. Особенно заметными стали искажения в углах картинной плоскости и в центре, вблизи точки схода перспективных линий. Поэтому они прибегали к самым разным «хитрым приёмам», поправкам, компенсирующим подобные искажения.
Ещё в период кватроченто в искусстве стали различать два основных понятия. Естественный вид (итал. prospettiva naturalis) означал впечатление от непосредственного зрительного восприятия предмета и пространства; искусственный вид (итал. prospettiva artificialis — результат технического способа изображения пространства на плоскости. Художники, увлекаясь «обманками», тем не менее, не отождествляли эти понятия. Лоренцо Гиберти в первой и второй книгах «Комментариев» (ок. 1450) в связи с перспективой часто использует выражение «мера глаза» (итал. misura dell'occhio). В созданных им рельефах «Райских врат» флорентийского Баптистерия (1425—1452) перспективные изображения в пределах одной композиции имеют несколько точек схода и линий горизонтов.
В знаменитой фреске Мазаччо «Троица» (1425—1426) в церкви Санта-Мария-Новелла во Флоренции живописец вывел фигуры донаторов на переднем плане из перспективного пространства архитектурного фона (предположительно нарисованного Ф. Брунеллески) и расположил их, по средневековой традиции, во фронтальной картинной плоскости. Причём фигуры, расположенные на уровне горизонта зрителя, изображены в ракурсе снизу, а далее, повышаясь, фигуры увеличиваются в размерах в обратной перспективе, согласно их символическому значению, одновременно как бы отодвигаясь вглубь, в пространство воображаемой капеллы, кессонированный свод которой также дан в сильном ракурсе.
Выдающийся скульптор Донателло, создавая в 1435 году табернакль «Благовещение Марии» (Благовещение Кавальканти) для церкви Санта-Кроче во Флоренции, трактовал горельефные фигуры Архангела Гавриила и Девы Марии уплощённо, объединенными ясно ощущаемой фронтальной плоскостью, но поместил их в заглублённый фон архитектонического обрамления.
Живописцы периода кватроченто всегда «выводили» изображаемые фигуры из перспективного пространства. Картина Пьеро делла Франческа «Алтарь Монтефельтро» написана художником в 1472—1474 годах для церкви Сан-Бернардино в Урбино. Долгое время она находилась в глубине просторной апсиды. Архитектура, написанная художником на картине, «достраивала» действительную архитектуру церкви, чему способствовала иллюзорная трактовка светотени, но фигуры условно размещены художником «вне стен»: и не внутри, и не снаружи. Точно также поступали византийские мозаичисты и древнерусские иконописцы.
Картина Андреа Мантеньи «Мёртвый Христос» (1475—1478) представляет собой поразительный пример изображения, создающего эффект сильного ракурса. Однако если вглядеться, можно заметить, что тело Христа на картине показано не в прямой, а в обратной перспективе (правилу центральной проекции соответствует только форма ложа), иначе голова была бы намного меньше; фигуры предстоящих Марии и Иоанна вообще выведены из перспективного пространства.
Российский физик Б. В. Раушенбах, не являясь специалистом в данной области, но увлёкшись изучением пространственных построений в живописи, крайне неудачно использовал термин «перцептивная перспектива». Он пришёл к выводу, что в изобразительном пространстве ближний план воспринимается в обратной перспективе, средний — в аксонометрической, а дальний план — в прямой линейной перспективе. Эта общая перспектива, соединившая обратную, аксонометрическую и прямую линейную перспективы, и называется перцептивной. На самом деле любые пространственные построения в истории живописи носят смешанный и даже симультанный характер и все они являются в той или иной мере перцептивными.
- Мазаччо. Троица. Деталь. Фреска. 1425—1426. Церковь Санта-Мария-Новелла, Флоренция
- Пьеро делла Франческа. Алтарь Монтефельтро. 1472—1474. Дерево, темпера, масло. Пинакотека Брера, Милан
- А. Мантенья. Мёртвый Христос. 1475—1478. Холст, темпера. Пинакотека Брера, Милан

### Сферическая перспектива
Сферической перспективой называют «особый способ организации изобразительного пространства на плоскости картины или росписи стены, свода, купола, который заключается в иллюзорном углублении зрительного центра, совпадающего с геометрическим центром композиции, и расположении остальных элементов в воображаемом сферическом пространстве».
Представления о подобном пространстве, вероятно, восходят к древнейшим верованиям и представлениям о центре мира, находящемся в сердцевине земли. Художественный образ сферического мира создал Данте Алигьери в «Божественной комедии». Поэт описывает обратный путь, который он совершил в сопровождении Вергилия из центра Земли, где находится сам Сатана, в светлый мир:

Спускаясь вниз, ты там и находился;
Но я в той точке сделал поворот,
Где гнет всех грузов отовсюду слился;
И над тобой теперь небесный свод.
(«Ад», ХХХIV, 109—112)

В начале этого поворота Данте сообщает, что Вергилий, «тяжело дыша, с усильем лёг челом туда, где прежде были ноги» («Ад», ХХХIV, 78-79). Таким образом, нисхождение в Ад в определенной точке пространства превращается в восхождение к Раю. П. А. Флоренский в книге «Мнимости в геометрии» (1922) писал, что Вселенная в представлении Данте основана на неэвклидовой геометрии. Флоренский уточнял: «Оба поэта спускаются по кручам воронкообразного Ада. Воронка завершается последним, наиболее узким кругом Владыки преисподней. При этом обоими поэтами сохраняется во всё время нисхождения вертикальность — головою к месту схода, то есть к Италии, и ногами — к центру Земли. Но, когда поэты достигают приблизительно поясницы Люцифера, оба они внезапно переворачиваются, обращаясь ногами к поверхности Земли, откуда они вошли в подземное царство, а головою — в обратную сторону… После этой грани поэт восходит на гору Чистилища и возносится чрез небесные сферы… Значит, путь к небу направлен по линии падения Люцифера, но имеет обратный смысл».
Тенденция к сферичности изобразительного пространства прослеживается на многих произведениях классического искусства. Наиболее ясно — при использовании художником системы обратной перспективы. Причем в живописи этот прием имеет философский смысл отстранения от привычной геометрии и выражает мысленный взгляд на Землю из космоса. Таковы, например, «альпийские рисунки» Питера Брейгеля Старшего, его картина «Падение Икара», некоторые картины П. П. Рубенса, например «Возчики камней». В тех случаях, когда формат картины приближается к квадрату сферическая перспектива особенно наглядна.
- П. Брейгель Старший. Падение Икара. Ок. 1558 г. Холст, масло. Королевский музей изящных искусств, Брюссель
- П. П. Рубенс. Возчики камней (Пейзаж с возчиками камней). Ок. 1620 г. Холст (переведена с дерева), масло. Государственный Эрмитаж, Санкт-Петербург
- П. П. Рубенс. Снятие с креста. Ок. 1614 г. Дерево, масло. Государственный Эрмитаж, Санкт-Петербург. Схема композиции: В. Г. Власов по С. М. Даниэлю, 2008
- Я. ван Эйк. Портрет четы Арнольфини. Деталь. 1434. Дерево, масло. Национальная галерея, Лондон
- Плакат выставки М. К. Эшера в Лиссабоне. 2017—2018

В обыденной жизни сферические искажения можно наблюдать на сферических зеркалах. При этом зритель всегда находится в центре отражения на шарообразной поверхности и эта позиция не привязана ни к уровню горизонта, ни к главной вертикали. При изображении предметов в сферической перспективе все линии глубины будут иметь точку схода в центре и будут криволинейными. Этот эффект многократно обыгрывал в своих графических работах популярный нидерландский художник Мауриц Эшер.
Оригинальную концепцию сферической перспективы разрабатывал самобытный художник русского авангарда, последователь К. Малевича, Владимир Васильевич Стерлигов. Он воплотил её в своеобразной космогонической философии как «соображение о строительстве Вселенной». «Мысль о Вселенных, представленных в виде сфер, при касании которых образуется Кривая», — по объяснению художника, — имеет отношение и к религии, и к науке, где, по одной из теорий строения Вселенной, она состоит из бесконечного количества касающихся друг друга сфер. Две зеркально отражающиеся «Кривые» образуют чашу — поэтому Стерлигов назвал свою идею: «чашно-купольное строение Вселенной».
Внешние подобия сферических изображений можно видеть на фотографиях, снятых объективом «рыбий глаз», инсталляциях видео-арта, через выпуклые линзы дверного глазка и в различных игровых устройствах.

### «Перспектива как символическая форма»
Выдающийся иконолог Э. Панофский в 1924 году опубликовал книгу «Перспектива как символическая форма» (полное издание 1927 г.), в которой, развивая идеи философа Э. Кассирера, утверждал, что изобретение линейной центральной перспективы не способствовало достижению иллюзорности изображения, поскольку уже в то время не соответствовала «научно-естественной картине мира», она была лишь символическим представлением пространства. «Ренессансная» перспектива расходилась с реальным опытом, в том числе и с художественной практикой, но отражала идеальные представления человека эпохи Возрождения, согласно формулировке Л. Б. Альберти, находилась «как бы в бесконечности» (итал. quasi persino in infinito).
Э. Панофский считал, что живописцы эпохи Возрождения работали как архитекторы и просто нашли способ превратить «перспективу из математической точки зрения в математический метод рисования». В качестве подтверждения своей концепции Панофский на основании геометрического анализа картины Яна ван Эйка «Мадонна в церкви» «вывел план» здания, и он совпал с планом собора в Льеже, однако художник «не колеблясь осветил базилику с северной стороны», что не соответствует действительности, «поскольку собор в Льеже был ориентирован, как обычно, с запада на восток» (здание не сохранилось). В этом важном обстоятельстве, по мнению исследователя, также проявился «скрытый символизм изобразительного пространства».

### Воздушная перспектива: сфумато
Выдающегося учёного и художника эпохи Возрождения Леонардо да Винчи считают изобретателем «воздушной перспективы», согласно которой удалённые предметы изображаются в дымке, с размытыми контурами и более холодным тоном, чем формы переднего плана картины. 
Воздушная перспектива характеризуется исчезновением чёткости и ясности очертаний предметов по мере их удаления от глаз наблюдателя. При этом дальний план характеризуется уменьшением насыщенности цвета (цвет теряет свою яркость, контрасты светотени смягчаются), таким образом — глубина кажется более тёмной, чем передний план. Леонардо назвал этот изобразительный метод термином «сфумато» (итал. sfumato — затуманенный, неясный, расплывчатый, от лат. fumus — дым, туман). Он пояснял:

«Существует ещё другая перспектива, которую я называю воздушной, ибо вследствие изменения воздуха можно распознать разные расстояния до различных зданий, ограниченных снизу одной единственной линией… Ты знаешь, что в таком воздухе самые последние предметы, в нём видимые, как, например, горы, вследствие большого количества воздуха, находящегося между твоим глазом и горою, кажутся синими, почти цвета воздуха… Вещи на расстоянии кажутся тебе двусмысленными и сомнительными; делай и ты их с такой же расплывчатостью, иначе они в твоей картине покажутся на одинаковом расстоянии… не ограничивай вещи, отдалённые от глаза, ибо на расстоянии не только эти границы, но и части тел неощутимы… Напоследок, чтобы твои тени и света были объединены, без черты или края, как дым»
Принцип «воздушной перспективы» в дальнейшем использовали малые голландцы, художники барбизонской школы, импрессионисты и многие другие.

### Множественность точек схода. Перспектива как композиционное средство
Одним из самых знаменитых примеров использования средств прямой линейной перспективы в композиционных целях является фреска Леонардо да Винчи «Тайная вечеря», созданная в 1495—1498 годах на стене трапезной доминиканского монастыря Санта-Мария-делле-Грацие в Милане. Выдающийся австрийский историк искусства Макс Дворжак писал, что если до Леонардо художники отдавали предпочтение либо фигурам, либо пространству и оставались из-за этого «на уровне сложения отдельных рационалистических и натуралистических элементов», то Леонардо удалось преодолеть этот разлад тем, что «у него сама фигурная композиция превратилась в пространственную структуру». Леонардо создал одновременно натуралистическое и фантастическое пространство — единственный в своем роде парадоксальный опыт пространственного решения, абсолютно слитного c реальным пространством архитектурного интерьера. Художник выстроил геометрию картины таким образом, что перспективные линии сходятся на центральной фигуре Христа и одновременно являются зрительным продолжением помещения трапезной, в котором находится зритель.
Оптическая иллюзия оказывается столь изощрённой, что, несмотря на сознательное нарушение художником масштабов — преувеличенные фигуры относительно помещения, — создается ощущение величия, значительности происходящего. Причём, объединяя фигуры апостолов в группы по три, Леонардо использовал средневековый принцип триангуляции, совместив его с новаторской для того времени центральной проекцией. Однако результат оказался неожиданным. Зрительно продолжая пространство архитектуры, Леонардо фактически создал станко́вую картину, её замкнутая и идеально взвешенная композиция порывает с архитектурной средой. Картина находится как бы за прозрачным стеклом, отделённой от зрителя, по определению самого художника, «подобно стеклу» (итал. parere di vetro).
Рафаэль Санти в знаменитой фреске «Афинская школа» в Станца делла Сеньятура («Зале указов») Ватиканского дворца ради цельности композиции и выделения главных фигур использовал вопреки правилам центральной проекции несколько линий горизонта и точек схода. Г. Вёльфлин в книге «Классическое искусство» посвятил фреске «Афинская школа» отдельную главу и писал, что в этой композиции «отношение фигур к пространству выражено вообще совершенно по-новому».
Дабы подчеркнуть монументальность и значимость фигур, Рафаэль «вывел» их из системы прямой линейной перспективы на передний план, формально нарушив масштабность (иначе бы они выглядели слишком мелкими), придав архитектурной перспективе вместо одной три линии горизонта и две точки схода перспективных линий. От этого и возник мощный «эффект присутствия»: будто в небольшом помещении великие философы древности находятся совсем рядом с нами. Примеры «отступлений» художников эпохи Возрождения от «правил» обобщены в книге Дж. Уайта «Рождение и Возрождение живописного пространства».
- Леонардо да Винчи. Тайная вечеря. 1495—1498. Фреска. Трапезная церкви Санта-Мария-делле-Грацие, Милан
- Леонардо да Винчи. Тайная вечеря. Конструктивная схема композиции по Ш. Було. Реконструкция В. Г. Власова. 2008 г.
- Рафаэль Санти. Афинская школа. 1510—1511. Фреска. Ватикан

Эмпирические поправки советует художникам вносить М. В. Федоров, автор книги «Рисунок и перспектива» (1960). Справедливо утверждая, что «безошибочной перспективы не существует», автор предлагает вместо одной точки схода на горизонте применять «множественную», отражающую двигательную способность восприятия и образующую достаточно широкое поле в виде ромба. Такой нехитрый приём значительно снижает искажения от строгого геометрического построения, особенно на переднем плане композиции. Более широкий подход трактует ренессансную систему перспективы в качестве частного случая, одной из многих существующих систем, из которых волен выбирать художник и даже как «отклонение от естественного зрительного восприятия», основанного не на оптической проекции, а «на преобразующей деятельности мозга».

### Панорамная перспектива
Панорамная перспектива — это способ отображения объёма на плоскости при помощи синусоидальных кривых. Слово «панорама» означает «всё вижу», в буквальном переводе это перспективное изображение на картине всего того, что зритель видит вокруг себя. Это двухмерная перспектива. Она изображает искажения двух мер нашего трёхмерного пространства. При рисовании горизонтальной панорамы точку зрения располагают на оси цилиндра, а линию горизонта — на окружности, находящейся на высоте глаз зрителя. Поэтому при рассматривании панорам зритель должен находиться в центре круглого помещения, где, как правило, располагают смотровую площадку. Перспективные изображения на панораме объединяют с передним предметным планом, то есть с находящимися перед ней реальными предметами. Общеизвестными в России являются панорамы «Оборона Севастополя» (1902—1904 гг.) и «Бородинская битва» (1911 гг.) в Москве (автор — Ф. А. Рубо) и «Сталинградская битва» (1983 г.) в г. Волгограде.
Часть панорамы с реальными предметами, лежащими между цилиндрической поверхностью и зрителем, называют диорамой. Как правило, диорама занимает отдельное помещение, в котором переднюю стену заменяют цилиндрической поверхностью, и на ней изображают пейзаж или панораму города. В диорамах часто применяют подсветку для создания эффекта освещения.

### Плафонная перспектива
Изображения, построенные в перспективе на горизонтальной плоскости потолка, называют плафонной перспективой. Плафонная перспектива — особый вид перспективы, которую используют художники, украшая потолки. Они учитывают то, что люди смотрят на них снизу вверх. С помощью линейной перспективы художники создают глубину пространства.
Правила панорамной перспективы используют при рисовании картин и фресок на цилиндрических сводах и потолках, в нишах, а также на внешней поверхности цилиндрических ваз и сосудов; при создании цилиндрических и шаровых фотопанорам. Панорама может быть как горизонтальной, так и вертикальной. При горизонтальной панораме взгляд зрителя скользит по изображению слева направо (или справа налево), а при вертикальной — сверху вниз и снизу наверх. Точка зрения в этом случае также располагается на оси цилиндра. Геометрические правила для обеих панорам одинаковы. По отношению к зрителю цилиндрическая изобразительная плоскость в первом случае располагается горизонтально, а во втором она повёрнута на 90 градусов и располагается вертикально.

### Аксонометрическая проекция(перспектива)
Аксонометрическая проекция — способ изображения геометрических предметов на чертеже при помощи параллельных проекций.

### Эллиптическая перспектива
Эллиптическая перспектива — это трёхмерное изображение объёма на плоскости. Этот способ рисования показывает изменения по всем трём мерам пространства: ширине, глубине и высоте. Изобразительная плоскость разделяет видимый мир пополам и способна изобразить 179,999… градусов окружающего нас пространства. Основой этой криволинейной перспективы является эллипс. Точка зрения художника и зрителя фиксирована. Это даёт возможность участия зрителя в изображённом действии. Эллиптическая перспектива даёт возможность художнику задать своё местоположение среди вымышленных персонажей и показать их зрителю с точно определённой позиции.

### Тональная перспектива
Тональную перспективу следует считать разновидностью воздушной перспективы, в которой удалённость изображаемых предметов подчёркивается не изменениями цвета, а тональными отношениями, то есть градациями ахроматических тонов и валёрами.